# Pselaphini
Tribu
Les Pselaphini sont une tribu de coléoptères de la super-tribu des Pselaphitae (famille des Staphylinidae).

## Liste des genres
Selon BioLib (24 octobre 2022) :
- Afropselaphus Jeannel, 1950
- Bellenden Chandler, 2001
- Curculionellus Westwood, 1870
- Dicentrius Reitter, 1882
- Geopselaphus Jeannel, 1956
- Hirashimanymus Nomura, 1990
- Kakadu Chandler, 2001
- Mareeba Chandler, 2001
- Margaris Schaufuss, 1877
- Maydena Chandler, 2001
- Mentraphus Sharp, 1883
- Nabepselaphus Nomura, 2002
- Neopselaphus Jeannel, 1951
- Peckiella Chandler, 2001
- Pselaphaulax Reitter, 1909
- Pselaphellus Raffray, 1908
- Pselaphischnus Raffray, 1897
- Pselaphogenius Reitter, 1910
- Pselaphophus Raffray, 1890
- Pselaphopluteum Owens, Leschen & Carlton, 2019
- Pselaphorites Jeannel, 1952
- Pselaphostomus Reitter, 1909
- Pselaphotheseus Park, 1964
- Pselaphotrichus Besuchet, 1986
- Pselaphus Herbst, 1792
- Taomica Hlaváč, 2006
- Tyraphus Sharp, 1874